# Raimundo Calcagno
Raimundo Calcagno, que utilizaba en sus crónicas el seudónimo de Calki, fue un periodista y crítico de cine que nació en Buenos Aires, Argentina el 29 de octubre de 1906 y falleció el 4 de septiembre de 1982.

## Actividad profesional
A comienzos de la década de 1930 Calcagno empezó a trabajar -por azar y por hambre según sus propias palabras- en El Mundo de la Editorial Haynes -publicación que representaba el nuevo periodismo, moderno y dinámico, destinado a las capas medias y populares- en la sección de carreras de caballos y desde entonces era conocido como “Calki”, el seudónimo que utilizaba para firmar sus notas. A la sección de espectáculos llegó alrededor de 1934, primero con coberturas esporádicas cuando su titular  “Néstor” (es decir, el futuro censor Miguel Paulino Tato) estaba de viaje y más adelante, en 1936, en forma definitiva al frente de la página de Cine cuando Néstor deja el diario. Calki deja esa posición en los años 50 por un lapso de unos 5 años y luego retorna hasta el cierre del periódico en 1967. Al mismo tiempo que laboraba en El Mundo Calcagno colaboraba en otros medios gráficos: las revistas Caras y Caretas, Patoruzú, donde usa el seudónimo “Dos Pesos”, las publicaciones de la misma Editorial Haynes, Mundo Argentino  y El Hogar , la popularísima Rico Tipo, desde mediados de la década de 1940 y, ya en los años 60, en Platea y Cine 64-65.

## Actividad gremial
Participó de la fundación en 1942 de la Academia de Artes y Ciencias Cinematográficas de la Argentina y el mismo año integró la comisión fundadora de la Asociación de Cronistas Cinematográficos de la Argentina.

## Actividad como autor
Realizó varios guiones y adaptaciones para el cine, donde utilizó el seudónimo de Raimundo Roxal; entre ellas, Manrupe y Portela  destacan su adaptación en colaboración con Leopoldo Torres Ríos del clásico de Balzac La piel de zapa que dirigió Luis Bayón Herrera en 1943.
También escribió los relatos El límite y El Univac y los libros Los monstruos sagrados de Hollywood (1957 con reedición en 1976) y El mundo era una fiesta (1977), con sus memorias sobre la legendaria redacción de El Mundo que cuando ingresó congregaba a intelectuales  de la talla de Roberto Arlt, Conrado Nalé Roxlo, Enrique González Tuñón y Amado Villar, entre otros, de cuya admiración hacia ellos deja testimonio Calki.

## Valoración
En una entrevista Calki afirmó que llegó a escribir veinte críticas por semana, y cuatro tipos de comentarios distintos sobre una misma película, adaptados según el medio donde se publicarían; en el caso de El Mundo –que en 1936 tiraba medio millón de ejemplares- había que dirigirse directamente al lector, con conceptos claros, no desdeñar la síntesis, pero sin analizar profundamente, y tener como mira que los lectores gustaran del buen cine, del cine que tenía algo que decir y no del mero entretenimiento.
La crónica debía hacerla inmediatamente después de ver la película y, en el caso de El Mundo, entregarla antes de las 21:30, hora de cierre para entregar los originales. La pensaba camino a la redacción y había que ser sintético y objetivo: empezar por ubicar al lector, luego contar algo y después poner una conclusión explicando su porqué.
Las crónicas de Calki lo muestran alentando a la industria nacional, señalando los casos o aspectos en que la nueva producción supera a las anteriores; el modelo industrial para poder competir era el de Hollywood y de ahí que aplaudiese como signo de progreso las películas que incorporaran estilos o motivos narrativos propios de los géneros de esa filiación.
Carlina González Centeno dice que:

«Calki es uno de los máximos representantes de la crítica de cine en Argentina [...] Por un lado, una mirada de avanzada, es decir, su capacidad para adelantarse a su tiempo. Y por otro, el grado de compromiso con el cual emprendió su labor y su lucha por un cine que no limite sus formas a la búsqueda de un beneficio netamente comercial en detrimento de la calidad y la excelencia tanto técnica como temática.»

## Polémicas
La película La vuelta al nido dirigida por Leopoldo Torres Ríos en 1938 originó una polémica porque los exhibidores se resistían a exhibirla por considerarla “poco comercial”, según denunció Calki en una nota publicada en El Mundo la víspera del estreno. En la misma nota decía que «empresarios y otras personas "sabias" que entienden del negocio del cine y habían opinado que no era "comercial"» mientras que «(...) películas consideradas cien por cien comerciales por los "sabios" –esas que tienen mucho tango, mucho cabaret, mucho chiste grueso y algún malevito, si es posible- han resultado un fracaso completo de boletería». En la crónica del día siguiente opinó que se trataba de un esfuerzo de noble dignidad artística. Lo cierto es que la crítica en general –se citan como excepciones a Roland y a Emilio Zolezzi- no valoró adecuadamente la película y la juzgó más bien por sus valores comerciales que por los artísticos.
En ocasión del estreno de Como tú lo soñaste, dirigida por Lucas Demare en 1947, basada en la obra Un día de octubre, de Georg Kaiser, Calki manifestó su rechazo hacia las adaptaciones extranjeras (olvidando que él mismo había firmado el guion de la adaptación de "La piel de zapa", dirigida por Luis Bayón Herrera cuatro años antes) y criticó la realizada por Homero Manzi en esa ocasión. El crítico fue acusado de «enemigo del cine nacional» en panfletos arrojados a la salida de los cines y en agresivas solicitadas, recibiendo por el contrario el apoyo de los medios y la Asociación de Cronistas, quienes se manifestaron en defensa de la libertad de prensa y la autonomía del ejercicio crítico. En numerosas entrevistas, Calki declaró que estas peleas fueron uno de los motivos de que dejara la crítica de cine nacional para ocuparse exclusivamente del cine extranjero. El otro motivo fue que en la crítica publicada en la revista Rico Tipo escribió con referencia a una película italiana que «el argumento es más falso que una declaración de bienes» justo cuando Perón acababa de hacer la suya y, por orden del Secretario de Prensa y Difusión Apold lo echaron de todos los trabajos, empezando por la Editorial Haynes que lo despidió por «calumnias e injurias al Presidente de la Nación» y fue incluido por Apold en la lista de periodistas opositores. Otra razón a la que Calki atribuye esta acción del gobierno es su negativa a seguir las «órdenes oficiales de elogiar las malas películas de Amadori».
En 1958 el jurado del Primer Festival del Cine Argentino de Río Hondo, del cual Calki era uno de sus miembros, declaró desierto el primer premio, provocando la reacción de Hugo del Carril, que participaba con su película Una cita con la vida, quien encabezó un tumulto de repudio contra el crítico endilgándole falta de apoyo al cine nacional. La  polémica tuvo gran repercusión en los medios y se constituyó un Tribunal de Ética Profesional en la Asociación de Periodistas que, finalmente, se pronunció a favor de la postura adoptada por el crítico.
Calki manifestó públicamente por primera vez sus inclinaciones políticas en la nota La libertad entra también en nuestro cine, publicada el 21 de octubre de 1955, donde al analizar el cine durante el gobierno peronista afirmó:

«Falsos valores, entronizados durante el largo período de la dictadura por el nefasto personaje que se había convertido en el ‘amo del cine’, sin poseer capacidad para emitir la menor opinión sobre él, gozaron de sus privilegios. La crítica, sumisa o amordazada, elogió películas inferiores y encumbró genios postizos.»

En la misma nota se refiere al futuro del cine después de la caída del gobierno de septiembre de 1955 y afirma que la recuperación de la categoría de arte para el cine, sólo llegará de la mano de la autenticidad, de los seres verdaderos.
En 1965 Calki fue condenado a un mes de prisión en suspenso por desacato por manifestar enfáticamente su oposición a la censura del filme El silencio de Ingmar Bergman. Se lo acusó de desacato tras la publicación del artículo “El resto es silencio” en febrero de 1964.

## Filmografía como guionista
- Intimidad de los parques  (1965) dir. Manuel Antín
- Con el sudor de tu frente (1949) dir Román Viñoly Barreto
- La piel de zapa (1943) dir. Luis Bayón Herrera
- La suerte llama tres veces (1943)  dir. Luis Bayón Herrera

## Diálogos
- Apenas un delincuente (1949) dir Hugo Fregonese